# East African Airways

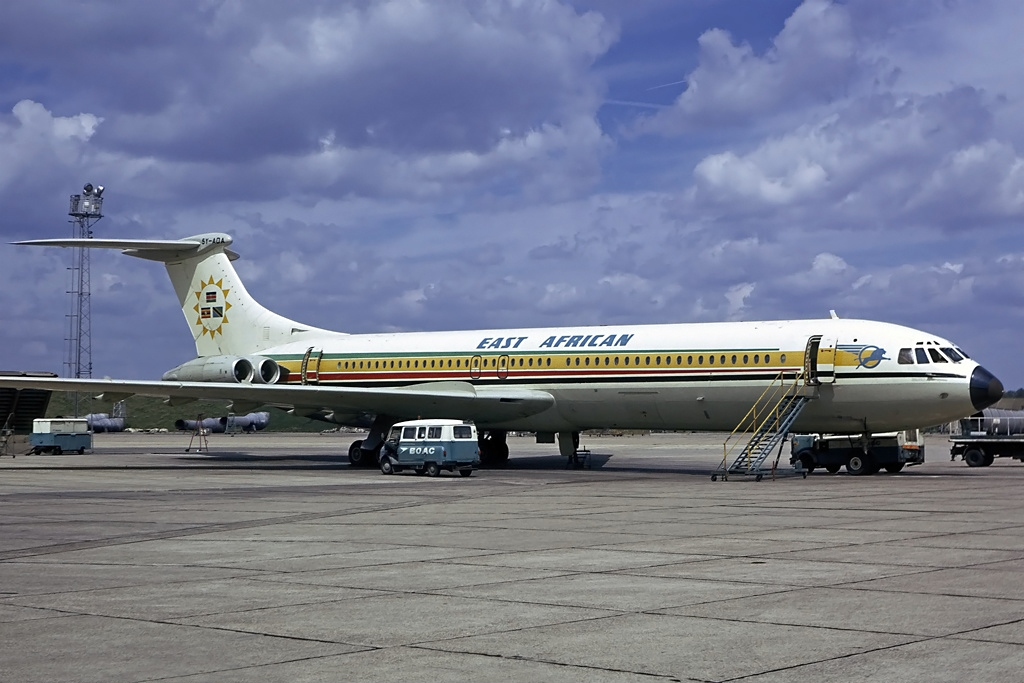
Vickers VC10 aux couleurs de la compagnie

East African Airways (indicatif : Eastaf) est une ancienne compagnie aérienne, qui a existé de 1945 à 1977. Cette compagnie était détenue conjointement par trois pays d'Afrique de l'Est : le Kenya, la Tanzanie et l'Ouganda.

## Époque coloniale
La compagnie commence ses opérations à l'été 1945. C'est alors une entreprise mise en place par les autorités coloniales britanniques, associant quatre colonies : l'Ouganda, le Kenya, le Tanganika et Zanzibar. Fin 1945, elle dispose de six petits avions de type De Havilland DH.89 Dragon Rapide venant de la Royal Air Force, et reliant 16 aérodromes dans les quatre colonies. Des avions plus performants, de type Lockheed L-18 Lodestar et Douglas DC-3 rejoignent ensuite la flotte. Au début des années 1950, le réseau s'étend hors des colonies, avec des lignes vers La Mecque et les Seychelles.

## Après l'indépendance
Après l'indépendance, la compagnie continue ses opérations en tant que société conjointe cogérée par les quatre nouveaux États – devenus trois après la fusion du Tanganika et du Zanzibar qui deviennent la Tanzanie en 1964. Son siège social se situe à Nairobi. Elle constitue l'un des symboles de l'intégration économique forte entre ces pays, membres de la communauté d'Afrique de l'Est. Ces pays possèdent trois autres entreprises conjointes ; une gérant le transport ferroviaire, une pour le réseau de téléphonie et une autorité portuaire. En 1958, ses De Havilland Comet, qui marquent son entrée dans l'ère du jet, relient Nairobi à Londres avec trois étapes de ravitaillement. Elle fait ensuite l'acquisition de cinq Vickers VC10.
Le hub principal est l'aéroport de Nairobi-Embakasi, renommé depuis aéroport international Jomo-Kenyatta. Des hubs secondaires sont installés à l'aéroport international d'Entebbe et à l'aéroport de Dar es Salam, renommé depuis aéroport international Julius-Nyerere.

## Dissolution
Du fait de la dégradation des relations entre les pays concernés, qui culmine avec la guerre ougando-tanzanienne, la communauté d'Afrique de l'Est est dissoute en 1977, et East African Airways, disparait, de même que les autres entreprises conjointes. Chacun des trois pays crée alors sa propre compagnie nationale : Uganda Airlines, Kenya Airways, et Air Tanzania.